# Barry-Insel
Die Barry-Insel (englisch Barry Island, in Argentinien Islote Barry, in Chile Isla Barry) ist eine Insel im Zentrum der Debenham-Inseln vor der Fallières-Küste des antarktischen Grahamlands.
Kartiert wurde sie von Teilnehmern der British Graham Land Expedition (1934–1937) unter der Leitung des australischen Polarforschers John Rymill, der die Insel zwischen 1936 und 1937 als Basis nutzte. Rymill benannte sie nach Kenneth Barry Lempriere Debenham (1920–1943), dem ältesten Sohn von Frank Debenham. Die Insel ist seit 1951 Standort der argentinischen Forschungsstation General-San-Martín.